# Agrilus obolinus
Agrilus obolinus är en skalbaggsart som beskrevs av Leconte 1860. Agrilus obolinus ingår i släktet Agrilus och familjen praktbaggar. Inga underarter finns listade i Catalogue of Life.